# Junco do Seridó
Junco do Seridó est une ville brésilienne du centre de l'État de la Paraíba.
Sa population était estimée à 6 486 habitants en 2007. La municipalité s'étend sur 170 km2.